# August Kundt
August Adolph Eduard Eberhard Kundt (Schwerin, 18 de novembro de 1839 — Lübeck, 21 de maio de 1894) foi um físico alemão.

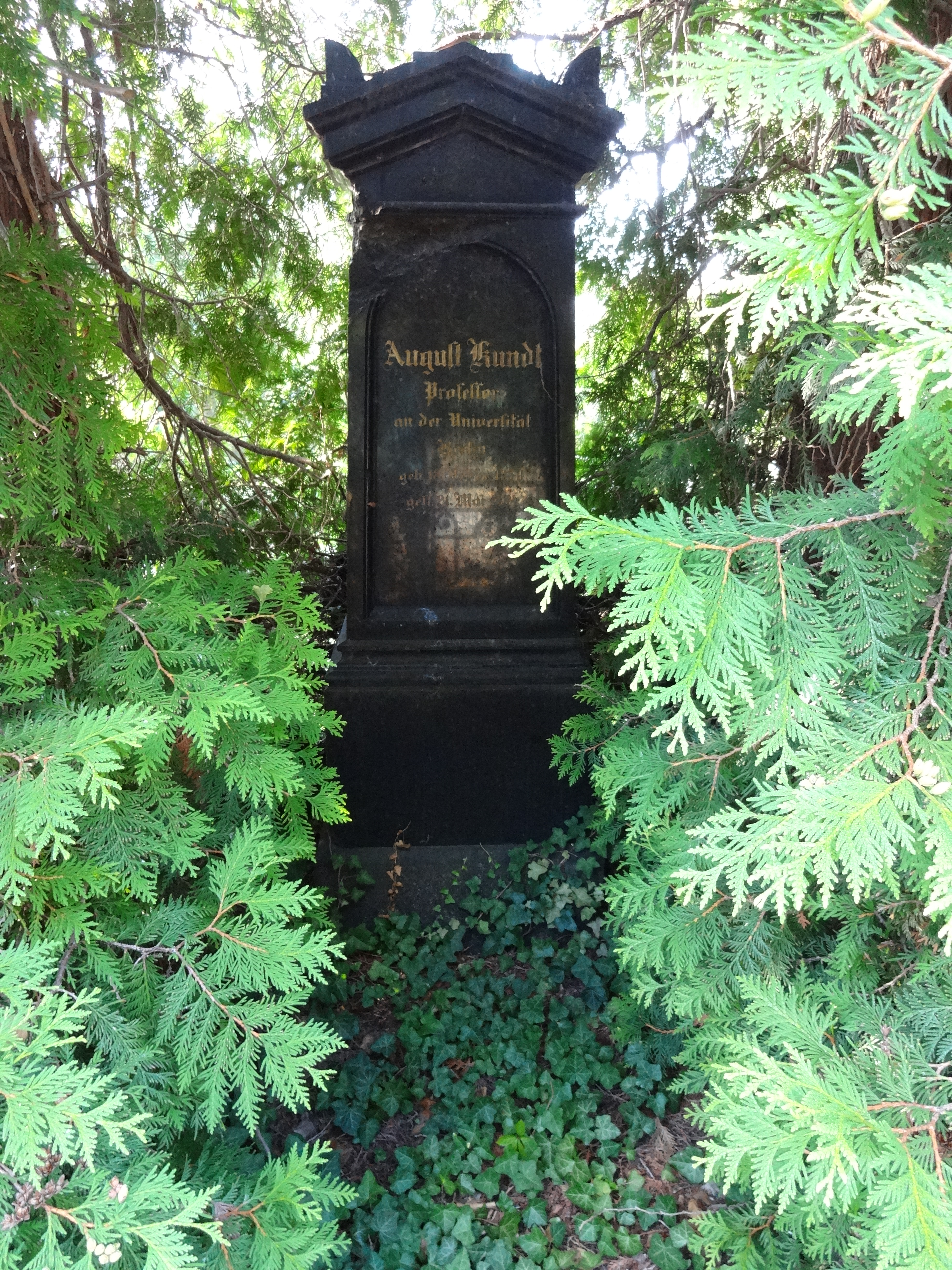
Sepultura em Berlim, Dorotheenstädtischer Friedhof II

Obteve um doutorado em 1864 na Universidade de Berlim, orientado por Heinrich Gustav Magnus.